# Голузино (Вологодский район)
Голузино — деревня в Вологодском районе Вологодской области на реке Ёма.
Входит в состав Сосновского сельского поселения, с точки зрения административно-территориального деления — в Сосновский сельсовет.
Расстояние по автодороге до районного центра Вологды — 21,5 км, до центра муниципального образования Сосновки — 2 км. Ближайшие населённые пункты — Савкино, Анциферово, Киндеево, Исаково, Ерофейка, Сосновка.
По данным переписи в 2002 году постоянного населения не было.